# تاریخ جامع آستارا و حکام نمین
تاریخ جامع آستارا و حکام نمین نام کتابی است که توسط بهروز نعمت‌اللهی تألیف و به چاپ رسیده است.
تاریخ جامع آستارا و حکام نمین جامع‌ترین کتاب در مورد تاریخ منطقه آستارا در ۸۱۶ صفحه که تاریخ آستارا در دوران مختلف دودمان‌های حکومت کرده در ایران، محلات، مساجد، جغرافیا، تحولات و سرگذشت مردم، اوضاع اجتماعی، فرهنگی، اقتصادی، آثار تاریخی، آداب و رسوم، آیین و مذهب، تسلط فرقه دموکرات آذربایجان بر آستارا، تصاویر، تلگراف‌های مرتبط با آستارا، ورزش، موزیک، تئاتر، دانشمندان، مشاهیر، حکام آستارا و شجره‌نامه طایفه‌های اصیل آستارا را توصیف کرده است. مؤلف به صورت جزئی نیز در مورد محال و حکام نمین پرداخته است.